# Fanum de Aron
El fanum de Aron es un fanum, o templo galorromano, ubicado en Aurillac, una comuna y ciudad de Francia, perteneciente al departamento de Cantal, en la región de Auvernia-Ródano-Alpes. Fue declarado Monumento histórico en el año 1980.

## Historia
Las excavaciones arqueológicas, iniciadas en la década de 1970, llegaron a recuperar diversos materiales del sitio, incluyendo piezas lapidarias, artefactos de vidrio y otros elementos metálicos, monedas, ocho capiteles de columna (cuatro de los cuales presentan cabezas de traquita esculpidas que representan el Sol y la Luna), un fragmento de barril de columna estriado y cerámica, así como antefijas de terracota. Estos objetos establecen que el templo habría estado en uso entre los siglos I y III de nuestra era.
Algunos artefactos y elementos arquitectónicos del sitio se conservan en exhibición en el Museo de Arte y Arqueología de Aurillac, junto con una reconstrucción del modelo que pudo tener en su momento de mayor esplendor el fanum.

## Arquitectura
El fanum es una cámara circular (cella) rodeada por una girola o galería poligonal de dieciséis lados, que se abre a los valles del río Cère y Jordanne. Los ángulos de la galería están marcados por las bases de columnas estriadas (ocho de las cuales se encuentran en el lugar) con capiteles corintios con hojas de acanto. Las antefijas de terracota encontradas dejaron indicios de los materiales y el diseño que tenía el techo. El complejo parece haber tenido un patio rodeado por un muro perimetral que se descubrió mediante sonda, hacia el noroeste. El muro está a 55 metros del fanum, con una orientación noroeste-noreste, erigida en una longitud de 84 metros. También hay vestigios de un recinto cuadrado parcialmente expuesto con suelo pavimentado al sureste del fanum, cuyos lados miden 29 metros de largo. Se especula que la estructura quizá haya sido un anexo del santuario, un refugio para recibir peregrinos o incluso otro fanum.
El fanum d'Aron aparece como una construcción muy poco común en el territorio que habitaban las tribus de los arvernos y los velavios porque tiene una formación poligonal, en lugar de la girola cuadrangular.